# Absalons hemlighet
Absalons hemlighet (danska: Absalons Hemmelighed) var Danmarks Radios julkalender år 2006. Manuset skrevs av Maya Ilsøe.

## Handling
Absalons hemlighet handlar om den 12-åriga flickan Cecilie, som bor med sin familj ovanför ett varuhus i Köpenhamn. I samband med byggandet av en ny metrolinje under varuhuset hittade man ruinerna av Absalons hus, och därför öppnades en utställning i varuhuset med fyndet från utgrävningarna. Cecilie, som intresserar sig för arkeologi, hör en gäst tala om "Absalons hemlighet", och hon beslutar sig för att undersöka vad denna hemlighet är för något.
Cecilie möter pojken Hubert, som inte vet var han kommer ifrån, och tillsammans kommer de två på spåret av Absalons hemlighet, som kanske kan göra Cecilies 8-åriga hjärtsjuka lillasyster Ida frisk.

## Skådespelare
- Cecilie - Sarah Juel Werner
- Hubert - Gustav Hintze
- Ida - Eva-Theresa Jermin Anker
- Benedikte - Ellen Hillingsø
- Niels - Henrik Prip
- Petra - Sarah Boberg
- Amir - Ali Kazim
- Frode - Claus Bue
- Ib - Mikkel Vadsholt